# Anders Ekström
Anders Ekström (ur. 16 stycznia 1981 w Göteborgu) – szwedzki żeglarz sportowy, brązowy medalista olimpijski, mistrz świata.
Brązowy medalista igrzysk olimpijskich w 2008 roku w Pekinie (wspólnie z Fredrikiem Lööfem) i dwunasty w 2004 roku w klasie Star.
Mistrz świata w 2004 i wicemistrz w 2003 roku.